# Tetsuya Abe
Tetsuya Abe (japanisch 阿部 哲也 Abe Tetsuya; * 24. Juni 1983 in Hokkaido) ist ein ehemaliger japanischer Fußballspieler.

## Karriere
Abe erlernte das Fußballspielen in der Schulmannschaft der Muroran Otani High School. Seinen ersten Vertrag unterschrieb er 2002 bei den Consadole Sapporo. Der Verein spielte in der höchsten Liga des Landes, der J1 League. Am Ende der Saison 2003 stieg der Verein in die J2 League ab. Für den Verein absolvierte er fünf Ligaspiele. Ende 2006 beendete er seine Karriere als Fußballspieler.